# 塞纳尔森林
塞纳尔森林（法語：Forêt de Sénart，法語發音：[fɔʁɛ də senaʁ]）是法国埃松省与塞纳-马恩省的一片森林，占地3000公顷。